# 이명수 (1955년)
이명수(李明洙, 1955년 2월 11일~)는 대한민국의 정치인, 교육인이다. 건양대학교와 나사렛대학교의 부총장, 충청남도 행정부지사를 지냈다.

## 생애
2008년 대한민국 제18대 총선에 아산시 지역구에서 자유선진당 후보로 출마하여 당선됐으며 2012년 대한민국 제19대 총선에 아산시 지역구에서 자유선진당 후보로 출마하여 재선되었다. 2012년 8월 30일 선진통일당(구 자유선진당)을 탈당하였고 2012년 8월 31일 새누리당에 입당하였다. 2016년 대한민국 제20대 총선에 아산시갑 지역구에서 새누리당 후보로 출마하여 3선의원이 되었다. 2020년 대한민국 제21대 총선에 아산시갑 지역구에서 미래통합당 후보로 출마하여 4선의원이 되었다.

## 학력
- 1967년 신창국민학교 졸업
- 1970년 온양중학교 졸업
- 1973년 대전고등학교 졸업
- 1977년 성균관대학교 행정학 학사
- 1979년 성균관대학교 대학원 행정학 석사
- 2002년 성균관대학교 대학원 행정학 박사

## 경력
- 1978년 제22회 행정고시 합격
- 1988년 6월~1990년 3월 충청남도청 기획관리실 법무담당관
- 1990년 3월~1992년 7월 충청남도청 기획관리실 개발담당관
- 1992년 7월~1993년 3월 충청남도청 기획담당관, 서기관
- 1993년 제38대 충청남도 금산군수(관선)
- 1994년~1995년 대통령비서실 행정관
- 1995년~1997년 내무부 기획관리실 행정관
- 1995년~1997년 백제문화권개발사업소 소장
- 1997년~1998년 충청남도청 기획정보실 실장
- 1998년~2001년 국무조정실 안전관리개선기획단 부단장
- 2001년~2004년 충청남도 행정부지사
- 2004년~2006년 건양대학교 부총장
- 2006년 나사렛대학교 부총장
- 2008년 4월 9일 대한민국 제18대 국회의원 선거 당선(충남 아산시, 자유선진당, 초선)
- 2008년 5월~2012년 5월 제18대 국회의원(충남 아산시, 자유선진당, 초선)
  - 2010년 6월 제18대 행정안전위원회 위원
  - 2010년 6월 제18대 예산결산특별위원회 위원
  - 2010년 6월 일자리만들기특별위원회 위원
  - 2010년 6월 지방행정체제개편특별위원회 위원
- 2012년 제18대 대통령 선거 새누리당 박근혜 대통령 후보 중앙선거대책위원회 국민운동본부장
- 2012년 4월 11일 대한민국 제19대 국회의원 선거 당선(충남 아산시, 자유선진당, 재선)
- 2012년 5월~2016년 5월 제19대 국회의원(충남 아산시, 선진통일당→새누리당, 재선)
  - 2012년 7월~2013년 3월 제19대 국회 국토해양위원회 위원
  - 2013년 4월~2014년 5월 제19대 국회 국토교통위원회 위원
  - 2013년 7월 제19대 국회 동북아역사왜곡대책 특별위원회 위원
  - 2014년 6월~2016년 5월 제19대 국회 후반기 보건복지위원회 간사
  - 2014년 12월 제19대 국회 국민안전혁신특별위원회 안전관계법령정비소위원회 위원장
- 2012년 11월~2016년 5월 새누리당 충청남도당 아산시 당원협의회 위원장
- 2014년 7월~2015년 7월 새누리당 충청남도당 위원장
- 2015년 1월 새누리당 아동학대근절특별위원회 부위원장
- 2015년 2월 새누리당 정책위원회 부의장
- 2016년 4월 13일 대한민국 제20대 국회의원 선거 당선(충남 아산시 갑, 새누리당, 3선)
- 2016년 5월~2020년 5월 제20대 국회의원(충남 아산시 갑, 새누리당→자유한국당→미래통합당, 3선)
  - 2016년 5월~2017년 7월 제20대 국회 전반기 안전행정위원회 위원
  - 2017년 2월 제20대 국회 정치발전 특별위원회 위원장
  - 2017년 7월~2018년 5월 제20대 국회 전반기 행정안전위원회 위원
  - 2017년 12월~2018년 5월 제20대 국회 청년미래특별위원회 위원장
  - 2018년 7월~2019년 7월: 제20대 후반기 보건복지위원회 위원장
  - 2019년 7월~2020년 5월: 제20대 후반기 보건복지위원회 위원
- 2016년 5월~2017년 2월 새누리당 충청남도당 아산시 갑 당원협의회 위원장
- 2017년 2월 자유한국당 정책개발단 단장
- 2017년 2월~2018년 2월: 자유한국당 충청남도당 아산시 갑 당원협의회 위원장
- 2017년 한국 아제르바이잔 의원친선협회 회장
- 2017년 12월~2018년 12월 자유한국당 국민안전혁신위원장 겸 정책위원회 부의장
- 2018년 3월~2018년 6월: 제7회 전국동시지방선거 자유한국당 공약개발단 국민안전혁신단 단장
- 2018년 12월~2020년 2월: 자유한국당 충청남도당 아산시 갑 당원협의회 위원장
- 2019년 3월~2019년 12월: 자유한국당 인재영입위원장
- 2020년 2월~2020년 9월: 미래통합당 충청남도당 아산시 갑 당원협의회 위원장
- 2020년 2월: 미래통합당 우한 폐렴 대책 태스크포스 위원
- 2020년 4월 15일: 대한민국 제21대 국회의원 선거 당선(충남 아산시 갑, 미래통합당, 4선)
- 2020년 5월~2024년 5월: 제21대 국회의원(충남 아산시 갑, 미래통합당→국민의힘, 4선)
  - 2020년 7월~2024년 5월: 서민금융활성화 및 소상공인포럼 공동대표의원
  - 2020년 7월~2024년 5월: 국회 문화유산회복포럼 구성의원
  - 2020년 7월~2021년 10월: 제21대 국회 전반기 행정안전위원회 위원
  - 2021년 10월: 제21대 국회 전반기 외교통일위원회 위원
  - 2021년 10월~2022년 5월 : 제21대 국회 전반기 행정안전위원회 위원
  - 2022년 7월~2024년 5월: 제21대 국회 후반기 외교통일위원회 위원
- 2022년 12월~2024년 5월: 한-아프리카 의회외교포럼 공동회장
  -     - 제21대 국회 후반기 외교통일위원회 법안심사소위원회 위원장
- 2020년 9월 : 국민의힘 호남 동행 국회의원 발대식 명예의원(전라남도 보성군)
- 2020년 9월~2024년 1월: 국민의힘 충청남도당 아산시 갑 당원협의회 위원장
- 2021년 3월~2021년 4월: 2021년 재보궐선거 국민의힘 중앙선거대책위원회 서울동행 공동부위원장
- 2021년 8월~2022년 7월: 국민의힘 충청남도당 위원장
- 2021년 12월~2022년 1월: 제20대 대통령 선거 국민의힘 살리는 선거대책위원회 중앙선대위 산하 위원회 복지대전환위원장
- 2022년 3월~2022년 5월: 제8회 전국동시지방선거 국민의힘 충청남도당 공천관리위원회 위원장
- (사)국가발전쟁책연구원 이사장
- 2024년 3월~2024년 4월: 제22대 국회의원 선거 국민의힘 충청남도당 선거대책위원회 총괄선대위원장
- 2024년 10월~: 오송첨단의료산업진흥재단 이사장

## 역대 선거 결과
|  | 34.26% |

|  | 25.54% |

|  | 53.09% |

|  | 40.88% |

|  | 55.09% |

|  | 49.82% |

## 소속 정당
| 소속 정당 | 소속 정당    | 소속 기간 | 비고      |
| --------- | ------------ | --------- | --------- |
|           | 자유민주연합 | 2004~2005 | 정계 입문 |
|           | 열린우리당   | 2005~2006 | 입당      |
|           | 무소속       | 2006      | 탈당      |
|           | 국민중심당   | 2006~2008 | 입당      |
|           | 무소속       | 2008      | 탈당      |
|           | 자유선진당   | 2008~2012 | 창당      |
|           | 선진통일당   | 2012      | 당명 변경 |
|           | 무소속       | 2012      | 탈당      |
|           | 새누리당     | 2012~2017 | 입당      |
|           | 자유한국당   | 2017~2020 | 당명 변경 |
|           | 미래통합당   | 2020      | 합당      |
|           | 국민의힘     | 2020~2024 | 당명 변경 |
|           | 무소속       | 2024~현재 | 탈당      |

## 같이 보기
- 아산시 (선거구)
- 아산시 갑
- 아산시의 국회의원
- 금산군수
- 충청남도 부지사